# With Teeth
 (septembre 2010).
Si vous disposez d'ouvrages ou d'articles de référence ou si vous connaissez des sites web de qualité traitant du thème abordé ici, merci de compléter l'article en donnant les références utiles à sa vérifiabilité et en les liant à la section « Notes et références ».
Albums de Nine Inch Nails
The Fragile
(1999) Year Zero
(2007)
With Teeth (ou  Halo 19) est le quatrième album du groupe américain de rock industriel Nine Inch Nails, sorti le 2 mai 2005. Victime de la renommée du groupe, les chansons étaient disponibles bien avant sur Internet. Il est dans l'esprit de la bataille qu'a mené Trent Reznor pour sortir de sa dépendance à l'alcool et à certaines autres substances addictives. Le packaging ne contient aucun livret, celui-ci étant disponible au format PDF sur le site officiel. Trent Reznor propose d'ailleurs aux internautes les fichiers samples de The Hand That Feeds afin qu'ils puissent expérimenter leurs propres remixes (un grand nombre est déjà disponible sur différentes pages web).

## Singles
De l'album With Teeth furent extraits trois singles : Every Day Is Exactly the Same, The Hand That Feeds et Only.

## Critiques
Surprise : c'est un Trent Reznor débarrassé de ses problèmes que l'on retrouve en 2005 et qui nous livre With Teeth, où l'on dirait qu'un voile opaque a été déposé sur la musique. Néanmoins c'est un album assez inabordable à la première écoute, qui livre quelques titres connus tels que All The Love In The World, Every Day Is Exactly the Same, Sunspots, The Hand That Feeds et Only, qualifié par Trent Reznor de simple et efficace. Pour preuve de ce renouveau musical, Trent Reznor change totalement son groupe live (composé depuis 1994 de Danny Lohner, Robin Finck, Charlie Clouser et Chris Vrenna) pour un groupe de musiciens inconnus (excepté Twiggy Ramirez à la basse, célèbre pour son travail au sein du groupe Marilyn Manson).

## Liste des chansons
1. All the Love in the World - 5:15
2. You Know What You Are? - 3:42
3. The Collector - 3:08
4. The Hand That Feeds - 3:32
5. Love is Not Enough - 3:41
6. Every Day Is Exactly the Same - 4:55
7. With Teeth - 5:38
8. Only - 4:23
9. Getting Smaller - 3:35
10. Sunspots - 4:03
11. The Line Begins to Blur - 3:44
12. Beside You in Time - 5:25
13. Right Where it Belongs - 5:04
14. Home (piste bonus, disponible sur certaines versions uniquement) - 3:14
15. Right Where it Belongs V.2 (piste bonus, disponible uniquement sur la version japonaise) - 5:04

## Certifications
| Pays                  | Certification |
| --------------------- | ------------- |
| Canada (Music Canada) | Platine       |
| États-Unis (RIAA)     | Or            |
| Royaume-Uni (BPI)     | Or            |